# فهرست ترک‌تحصیل‌کرده‌ها
فهرست ترک‌تحصیل‌کرده‌های سرشناس عبارت است از:

## مدرسه ابتدایی
- اندرو جکسون
- ژرار دوپاردیو
- اندی گیب
- اندرو جانسون
- سوفیا لورن
- سیدنی پوآتیه
- بنجامین فرانکلین
- توماس ادیسون

منبع: The Celebrity Almanac, (c) 1991, by Ed Lucaire

## دبیرستان
- دنی آیلو(X)
- بیلی جو آرمسترانگ[۱]
- ریچارد اودان(X)
- عبدالعزیز المقرن[۲]
- بریژیت باردو(X)
- هری بلافونته(X)
- جاستین بیبر
- جک بلک
- رابرت بلیک (هنرپیشه)(X)
- سونی بونو(X)
- بیورن بوری(X)
- دیوید بویی(X)
- ریچارد برانسون[۳]
- الن برستین(X)
- مایکل کین
- کرول کمپل[۴]
- گلن کمبل(X)
- جرج کارلین(X)
- گوربخش چهال[۵]
- جان چنسلر(X)
- شر(X)
- کرت کوبین[۶]
- جکی کالینز(X)
- شان کانری(X)
- جانی دپ(X)
- بو درک(X)
- والت دیزنی[۷]
- ایزی-ئی[۸]
- امینم[۹]
- دریک
- لولا فالانا(X)
- بابی فیشر، دبیرستان اراسموس هال[۱۰]
- کری فیشر(X)
- مایکل جی فاکس(X)
- جری گارسیا(X)
- جیمز گارنر(X)
- ماروین گی[۱۱]
- بوی جرج(X)
- کری گرانت(X)
- جانی دپ
- دیو گرول[۱۲]
- جین هکمن(X)
- مرل هگرد(X)
- لنا هورن(X)
- درل عیسی[۱۳]
- جی-زی[۱۴]
- پیتر جنینگز(X)
- وایلون جنینگز(X)
- تام جونز(X)
- ارتا کیت(X)
- جری لوئیس(X)
- لرتا لین(X)
- چارلز منسن(X)
- دین مارتین(X)
- لی ماروین(X)
- الین می(X)
- استیو مک‌کوئین(X)
- ملینا مرکوری(X)
- رابرت میچام(X)
- راجر مور(X)
- دیوید اچ. مرداک[۱۵]
- ناز[۱۶]
- دیو ماستین
- الیویا نیوتن-جان(X)
- نوتوریوس بی.آی.جی[۱۷]
- خوآن کارلوس اونتی[۱۸]
- پیتر اوتول(X)
- آل پاچینو(X)
- تدی پندرگرس[۱۹]
- پرینس(X)
- ریچارد پریور(X)
- آنتونی کوئین(X)
- جیمز ارل ری[۲۰]
- هارولد رابینز(X)
- ویدال ساسون(X)
- توپاک شکور[۲۱]
- آلیشیا سیلورستون(Y)
- جسیکا سیمپسون(Y)
- فرانک سیناترا(X)
- رینگو استار(X)
- راد استایگر(X)
- کوئنتین تارانتینو(X)
- دنی توماس(X)
- رندی تراویز(X)
- جان تراولتا(X)
- پیتر اوستینوف(X)
- رابرت واگنر(X)
- فرانک لوید رایت[۲۲]
- برادران رایت[۲۳]

منبع:  Leonard Maltin 's Movie Encyclopedia (c) 1996 (Y)

## دانشگاه
- پل آلن، دانشگاه ایالتی واشینگتن
- وودی آلن، دانشگاه نیویورک[۲۴]
- استیو بالمر، مدرسه عالی کسب و کار استنفورد
- آنتونی بوردن، کالج واسر[۲۵]
- جیمز دین، دانشگاه کالیفرنیا، لس‌آنجلس[۲۶]
- مایکل دل، دانشگاه تگزاس در آستین[۲۷]
- لری الیسون، دانشگاه ایلینوی در اربانا-شمپین، دانشگاه شیکاگو
- ویلیام فاکنر، دانشگاه میسیسیپی[۲۸]
- آرش فردوسی، مؤسسه فناوری ماساچوست[۲۹]
- بیل گیتس، دانشگاه هاروارد[۳۰]
- دیوید گفن,[۳۱] کالج سانتامونیکا، کالج بروکلین، دانشگاه تگزاس در آستین
- آندرس هایلسبرگ، دانشگاه صنعتی دانمارک
- استیو جابز، کالج رید[۷][۳۲]
- جک کرواک، دانشگاه کلمبیا[۳۳]
- آلیشا کیز، دانشگاه کلمبیا[۳۴]
- اشتون کوچر، دانشگاه آیووا
- چارلز مک‌کارتی، دانشگاه تنسی
- ربکا رومین. دانشگاه کالیفرنیا، سانتا کروز
- بروس اسپرینگستین، کالج اوشن کاونتی[۳۵]
- سیلوستر استالونه، دانشگاه میامی (فلوریدا)[۳۶]
- جان استاینبک، دانشگاه استنفورد[۳۷]
- نیکولا تسلا، دانشگاه فنی گراتس[۳۸][۳۹][۴۰][۴۱]
- کانیه وست، دانشگاه ایالتی شیکاگو[۴۲]
- مارک زاکربرگ، دانشگاه هاروارد[۳۱]